# Fosters Haus für Fantasiefreunde
Fosters Haus für Fantasiefreunde ist eine US-amerikanische Kinder-Zeichentrickserie aus dem Jahr 2004. Der englische Originaltitel, Foster’s Home for Imaginary Friends, ist ein Wortspiel mit „foster home“, zu Deutsch „Pflegefamilie“ oder „Pflegestelle“. Die Serie wurde von Craig McCracken, der auch die Powerpuff Girls schuf, konzipiert und sie gewann mehrere Emmy Awards. In den USA wird die Serie auf dem Sender Cartoon Network ausgestrahlt, in Deutschland lief die Serie von 2007 bis 2009 auf Super RTL.
Fosters Haus für Fantasiefreunde erzählt die Abenteuer des 8-jährigen Jungen Mac und seines Fantasiefreundes Bloo.

## Inhalt
Die Serie spielt in einer Welt, in der imaginäre Freunde real werden, sobald ein Kind sie sich ausdenkt. Auch andere Leute und sogar Erwachsene können sie sehen und mit ihnen interagieren. Aber ab einem bestimmten Alter haben Kinder meistens keine Lust mehr, mit ihren imaginären Freunden zu spielen. Oder ihre Eltern verlangen, dass sie ihre imaginären Freunde aufgeben, damit sie endlich auf eigenen Füßen stehen. Zurück bleibt die Frage, was mit diesen Fantasiewesen geschehen soll. In der Serie finden sie Unterschlupf in „Fosters Haus für Fantasiefreunde“ – einer Art Notunterkunft mit integrierter Adoptionsstelle, welche der alten Madame Foster gehört. Dort dürfen die Freunde leben, bis ein neues Kind kommt und sie adoptieren möchte – zum Beispiel ein Kind, das keinen eigenen imaginären Freund erfinden kann.
In der Serie kommt auch zum Tragen, dass fast alle Fantasiefreunde das charakterliche wie intellektuelle Gegenstück zu ihren jeweiligen Schöpfern sind: Mac ist hilfsbereit und selbstlos, Bloo hingegen egoistisch und rücksichtslos. Wilt ist ein begnadeter Basketballspieler und charmant, sein Schöpfer hingegen war sportlich ungeschickt und vorlaut. Und Eduardo schließlich ist schreckhaft und weinerlich, seine Schöpferin ist inzwischen eine selbstbewusste Polizistin. Auch körperliche Gegensätze werden aufgezeigt: in einer Folge müssen Mac und Bloo einen vieläugigen Fantasiefreund suchen, dessen Besitzer blind ist.
Im Pilotfilm „House of Bloo’s“ wird erzählt, dass Macs Mutter die ständigen Rangeleien zwischen ihm, Bloo und dem älteren Bruder Terrance leid ist und außerdem die Meinung vertritt, dass Mac mit 8 Jahren zu alt für einen imaginären Freund sei. Sie will, dass der Junge Bloo verlässt. Mac bringt Bloo daraufhin zu Fosters Haus für Fantasiefreunde. Da gibt es nur ein Problem: Bloo kann zwar dort bleiben, würde aber gemäß der Regelung automatisch zur Adoption freistehen, so wie alle anderen Fantasiefreunde auch. Doch das bringt Mac nicht über sich. Daraufhin einigt er sich mit Mr. Herriman (dem Hausverwalter) und Madame Foster, dass Bloo nicht zur Adoption freigegeben wird, solange Mac ihn jeden Tag um exakt 3 Uhr nachmittags besucht.

## Figuren

### Menschen
Mac: Mac ist ein sehr kluger und kreativer, 8-jähriger Junge. Er hat braunes, kinnlanges Haar und trägt ein rotes T-shirt über einer grauen Jeanshose. Er ist ein guter Schüler und bricht selten irgendwelche Regeln. Da er meist direkt nach der Schule Bloo besuchen geht, trägt er fast immer einen beigefarbenen Ranzen. Seit Mac sich Bloo ausgedacht hat, sind die beiden unzertrennlich. Die meiste Zeit verbringt er in Fosters Haus für Fantasiefreunde und versucht (meist vergeblich), Bloo daran zu hindern, Unsinn anzustellen. Mac darf außerdem keinen Zucker oder zuckerhaltige Süßigkeiten essen, weil er davon hyperaktiv wird.
Terrance: Terrance ist Macs älterer Bruder. Er hat grauschwarzes, schulterlanges und zur Bürstenfrisur hochgekämmtes Haar. Er ist hochgewachsen, pickelig, schlank und trägt ein schwarzes T-shirt, eine dunkelgraue Jeans und eine rote, karierte Jacke. Terrance versucht immer wieder, seinen Bruder und „das blaue Ding“ (Bloo) loszuwerden. Er ist auch der Grund dafür, dass Bloo nicht mehr bei Mac wohnen darf. Terrance erschafft später einen eigenen Fantasiefreund namens Red.
Francis „Frankie“ Foster: Frankie, von Mr. Herriman stets „Miss Francis“ genannt, ist die 22-jährige Enkelin von Madame Foster. Sie ist hochgewachsen, schlaksig und hat fuchsrotes, glattes Haar, das sie teilweise zu einem mittellangen Pferdeschwanz hochgebunden hat. Sie trägt eine moosgrüne Jacke, ein weißes T-shirt mit Powerpuff-Girls-Aufdruck und einen knielangen, grauen Rock. Frankie ist für alle Hausarbeiten zuständig und kümmert sich gleichzeitig um die Bewohner. Sie streitet oft mit Herriman, weil seine strengen Regeln das allgemeine Vergnügen im Haus einschränken. Frankie kann aber auch jähzornig werden, wenn sie mit den unzähligen Wünschen der Hausbewohner überfordert ist, oder sich von ihnen ausgenutzt fühlt.
Madame Martha Foster: Sie ist die Gründerin des Foster-Hauses. Sie ist eine kleine, dickliche Omi mit weißem Haar, das sie zu einem festen Haarknoten zusammengebunden hat. Sie trägt eine große Brille, eine graugrüne Strickjacke, ein vanillegelbes Hemd und einen dunkelgrauen Rock. Für ihr Alter ist Madame Foster immer noch sehr munter und liebt es, anderen Leuten Streiche zu spielen oder sie sonst wie zum Narren zu halten. Ihr eigener Fantasiefreund ist Mr. Herriman, den sie sich als Kind ausdachte und seitdem niemals verlassen hat.
Goo-Goo Ga-Ga: Goo ist ein Mädchen mit einer überschäumenden Kreativität. Sie ist schlank, sportlich und außerdem farbig. Sie hat Sommersprossen und ihre Haare sind zu langen, wild abstehenden Dreadlocks frisiert. Goo trägt regenbogenfarbene Klamotten und überlange, gelbe Cowboystiefel. Wenn sie Madame Fosters Haus besucht, ist sie so inspiriert, dass sie sich eine Unzahl neuer imaginärer Freunde ausdenkt, die dann das Haus überfüllen. Aus diesem Grund ist es Goo eigentlich nicht gestattet, das Haus zu betreten. Ihre Eltern wollten Goos Kreativität keine Grenzen setzen, weshalb sie ihr als Säugling erlaubten, sich ihren eigenen Namen auszusuchen („Goo-Goo Ga-Ga!“).

### Fantasiefreunde
Blooregard Q. Kazoo (kurz Bloo): Bloo ist Macs bester Freund. Er ist ein blauer Klecks mit Augen und Mund, der nur, wenn er gestikuliert, sichtbare Arme hat. Bloos Charakter ist von Narzissmus, Selbstüberschätzung und Rücksichtslosigkeit geprägt, nur selten denkt er an das Wohl Anderer. Er ist dementsprechend ein Unruhestifter und beschert sich, Mac und den Rest der Hausbewohner oft lächerliche, unglückselige und potenziell kriminelle Abenteuer. Aus diesem Grund begleitet Mac ihn immer, damit er nicht allzu großen Schaden anrichten kann. Bloo ist jedoch zugutezuhalten, dass sein egoistisches Handeln nicht auf Bösartigkeit, sondern vielmehr auf Naivität und Unreife zurückzuführen ist. Er bereut nicht selten seine Entscheidungen und versucht manchmal, den angerichteten Schaden wieder gut zu machen (wobei ihm Mac allerdings regelmäßig unterstützen muss).
Wilt: Wilt ist einer der -wortwörtlich- größten und freundlichsten imaginären Freunde, die in Fosters Heim wohnen. Er ist komplett rot, leicht anthropomorph und sehr dürr. Sein wuscheliger Kopf weist zwei Stielaugen auf und ihm fehlt der linke Arm. Er wurde ursprünglich von einem Jungen namens Jordan Michaels (eine Anspielung auf Michael Jordan) ausgedacht, damit er ihm beibringt, wie man Basketball spielt. Wilt kann niemandem eine Bitte abschlagen und würde alles für seine Freunde (obwohl, eigentlich für jeden) tun. Wenn er dann doch einmal seine Zweifel oder Ablehnung zum Ausdruck bringt, entschuldigt er sich sofort dafür oder fragt, ob es okay sei.
Eduardo: Eduardo ist ein wuchtiger, massiv gebauter Stier mit großen Hörnern und spitzen, hervorstehenden Zähnen. Er hat lilafarbenes Fell und trägt eine zerfetzte, graue, kurze Hose mit Totenkopfgürtel. Er spricht sowohl im englischen Original wie auch in der deutschen Synchronisation mit starkem spanischen Akzent. Wegen seines etwas einschüchternden Äußeren könnte man Eduardo für ein schreckliches Monster halten, aber in Wirklichkeit ist er ein ziemlicher Angsthase. Außerdem ist er recht gefühlsduselig und naiv. Wenn allerdings seine Freunde in Not sind, kann er großen Mut und Stärke beweisen. Eduardos Erfinderin, Nina Valerosa, ist jetzt eine Polizistin, beide begegnen sich innerhalb der Serie fast regelmäßig.
Coco: Was Coco genau darstellen soll, ist niemandem so richtig klar, weswegen sie oft „Palmen-Vogel-Flugzeug-Dings“ genannt wird. Sie spricht nur in ihrer eigenen „Coco“-Sprache, die erstaunlicherweise für jeden verständlich ist. Sie läuft gerne im ganzen Haus herum und legt ihre bunten Plastikeier, aus denen verschiedene Sachen schlüpfen, mal nutzlos und mal hilfreich. Trotz ihres witzigen Aussehens und ihrer Sprache ist sie wohl eine der erwachsensten Fantasiefreunde im Haus. Wer sie erfunden hat, bleibt im Dunklen; in dem 40-minütigen Special „Good Wilt Hunting“ erfährt man, dass sie auf einer kaum erforschten Insel von den zwei Biologiestudenten und Computerfreaks Douglas und Adam gefunden wurde.
Mr. Herriman: Mr. Herriman ist Madame Fosters eigener Fantasiefreund. Er ist ein großer Hase mit Schnurrbart, der immer einen Zylinder, Smokingjackett, eine gelbe Weste und ein Monokel trägt. Um die Butler-Erscheinung zu perfektionieren, spricht er in der Originalversion zudem mit einem englischen Akzent. Herriman ist jedoch keineswegs der Butler des Hauses: Er ist Geschäftsleiter und Administrator, der mit strengen Regeln die täglichen Geschehnisse des Hauses leitet und überwacht. Unter seiner „Herrschaft“ hat insbesondere Madame Fosters Enkelin Frankie zu leiden. Er scheint seine Augen und Ohren überall zu haben, wie besonders in Episode 6 (engl. Titel „Busted“) deutlich wird, als er ständig versucht, Bloo die Hausregeln einzutrichtern.
Die Herzogin (engl. und mit vollem Namen Duchess Diamond Persnickety The First, Last and Only, Adelstitel: Her Royal Duchess of Wails): Sie ist eine der Antagonisten der Serie, ihr Aussehen parodiert verschiedene Frauenportraits von Pablo Picasso im Stil des Kubismus. Passend dazu ist sie der einzige Fantasiefreund im Haus, dessen Körper zweidimensional ist. Die Herzogin hat gelbe Haut, einen kurzen Rüssel (ähnlich den eines Elefanten), ist stets extravagant geschminkt und liebt kitschigen Schmuck. Sie trägt einen weißen Pelzmantel mit schwarzen Dreiecken darauf, grün und schwarz geringelte Kniestrümpfe und einen federgeschmückten Turban. Die Herzogin ist unerträglich herrisch und liebt es, jeden Hausbewohner pausenlos herumzukommandieren. Noch dazu ist sie intrigant und undankbar. Nach eigener Aussage wünscht sie sich nichts mehr, als aus dem Haus auszuziehen, oder wenigstens Bloo endlich los zu sein. Widersprüchlicherweise hat sie bislang jede Familie, die drauf und dran war, sie zu adoptieren, auf recht kränkende Art und Weise abgewiesen.
Käse (engl. Cheese): Dieser gelbe, imaginäre Freund wurde von Macs Nachbarin Louise ausgedacht, wobei Mac allerdings zunächst annahm, dass er ihn sich versehentlich im Schlaf ausgedacht haben muss. Seinen ersten Auftritt hat er in der Folge Alles Käse. Er gibt die meiste Zeit kompletten Nonsense von sich und wiederholt Sätze mehrmals („Ich mag Schokoladenmilch“, obwohl er lactose-intolerant ist, oder „nochmal“, wenn ihm etwas gefällt). Oder er bricht einfach ohne jegliche Vorwarnung in ohrenbetäubendes Kreischen aus. Obwohl er nicht im Foster Haus wohnt, kommt er immer wieder zurück und treibt dessen Bewohner in den Wahnsinn.
Red: Ein von Terrance ausgedachter Fantasiefreund und praktisch das krasse Gegenteil von Bloo. Er ist ein großer, roter Würfel, der sich nur durch Hüpfen fortbewegen kann, wobei er meist unabsichtlich ein Erdbeben erzeugt. Er ist sehr aggressiv und wurde von Terrance nur ausgedacht, damit er Bloo verprügeln kann. Terrance erkannte, dass er allein gegen Mac und Bloo nichts ausrichten kann. Red scheint eine Mischung aus Bloos gegensätzlichen Handlungen und Terrances Aggressivität und Dummheit zu sein. Er spricht immer in der 3. Person von sich, ist sehr leichtgläubig und ironischerweise eigentlich sehr nett. Nachdem er erkennt, dass Mac und Bloo keine schlechten Personen sind, richtet er sich selbst gegen seinen Schöpfer Terrance. Später wird er im Haus aufgenommen.

## Aufbau und Technik
Die ersten drei Folgen bzw. der Pilotfilm ist ein 60-Minuten-Special. Alle anderen Folgen sind 22 Minuten lang, wobei einige Folgen aus zwei 11 Minuten langen Geschichten bestehen. Die Serie wird komplett in Adobe Flash animiert, Hintergründe in Adobe Illustrator nachbearbeitet und anschließend werden beide Komponente in Adobe After Effects zusammengefügt.

## Auszeichnungen
Fosters Haus für Fantasiefreunde konnte bereits vier Emmy Awards gewinnen: 2004 gewann der Pilot „House of Bloo’s“ zwei Emmys für Regie (Mike Moon) und Charakterdesign (Craig McCracken). „World Wide Wabbit“ gewann eine Trophäe für das beste Storyboard (Ed Baker). Den vierten Emmy brachte Shannon Tindle im Jahr 2006 als Charakterdesign Supervisor. Das Titelthema, welches von McCracken und Venable als „psychedelic ragtime“ beschrieben wird, wurde 2005 für das Best TV Show Theme nominiert, verlor aber gegen Danny Elfmans Thema zu Desperate Housewives. Des Weiteren war die Episode „Go Goo Go“ als Best Animated Program Under One Hour nominiert.
Die Serie war außerdem für insgesamt vierzehn Annie Awards nominiert, wovon fünf gewonnen wurden: Im Jahr 2005 für Best Original Music und Production Design, sowie im darauffolgenden Jahr als Best Animated Television Production, Best Original Music in a TV Series und Production Design in a TV Series.

## Synchronisation
Die ersten drei Staffeln wurden bei der Deutsche Synchron Film vertont, die restlichen drei bei der SDI Media Germany. Matthias Müntefering schrieb bei den ersten drei Staffeln die Dialogbücher und führte die Dialogregie. Für die restlichen Staffeln wurden diese Aufgaben von Horst Müller übernommen.
| Rolle         | Englischer Sprecher | Deutscher Sprecher      |
| ------------- | ------------------- | ----------------------- |
| Mac           | Sean Marquette      | Sebastian Fitzner       |
| Bloo          | Keith Ferguson      | Dirk Petrick            |
| Frankie       | Grey DeLisle        | Nicole Hannak           |
| Mr. Herriman  | Tom Kane            | Lothar Blumhagen        |
| Coco          | Candi Milo          | (kein Synchronsprecher) |
| Wilt          | Phil LaMarr         | Frank Schaff            |
| Eduardo       | Tom Kenny           | Marco Kröger            |
| Terrance      | Tara Strong         | Michael Wiesner         |
| Madame Foster | Candi Milo          | Eva-Maria Werth         |
| Die Herzogin  | Grey DeLisle        | Nicole Hannak           |
| Goo           | Grey DeLisle        | Nicole Hannak           |

## Sonstiges
Vom 21. bis 22. Juli 2006 hatte Fosters einen Stand bei der „Comic Con 2006“ in San Diego. Craig McCracken, Lauren Faust, sowie die amerikanischen Synchronsprecher haben Autogramme gegeben, und es wurden T-Shirts und Sammelkarten verteilt.